# Wiśniewo (condado de Ciechanów)
Wiśniewo es un pueblo del municipio (gmina) de Grudusk, situado en el distrito (powiat) de Ciechanów, en Mazovia, Polonia. Según el censo de 2021, tiene una población de 86 habitantes.Se encuentra aproximadamente a 3 km al este de Grudusk, 23 km al norte de Ciechanów, y a 97 km  al norte de Varsovia. 